# 61 d'Aquari
61 d'Aquari (61 Aquarii) és una estrella de la constel·lació equatorial d'Aquari. Té una magnitud aparent de 6,39.